# The Resolution - Act 1
The Resolution - Act 1 es el primer EP del cantautor canadiense Drew Seeley, lanzado para promocionar el álbum completo, el cual fue lanzado el 5 de abril del 2011..

## Información
El EP fue lanzado el 9 de noviembre de 2010 solamente en tiendas de descarga digital como iTunes y Amazon.

## Canciones
| [ 1 ] [ 2 ] |                                      |                                           |          |  |
| N.º         | Título                               | Escritor(es)                              | Duración |  |
| 1.          | «Talk Back»                          | Drew Seeley, Chad Royce, Scott Mann       | 3:33     |  |
| 2.          | «Into The Fire»                      | Drew Seeley, Justin Gray                  | 3:28     |  |
| 3.          | «Love Down Low»                      | Drew Seeley, Brandon Slavinski, Mike Daly | 3:17     |  |
| 4.          | «Why Can't You Say That You're Mine» | Drew Seeley, Justin Gray                  | 4:20     |  |
| 14:38       |                                      |                                           |          |  |